# Специальные войска

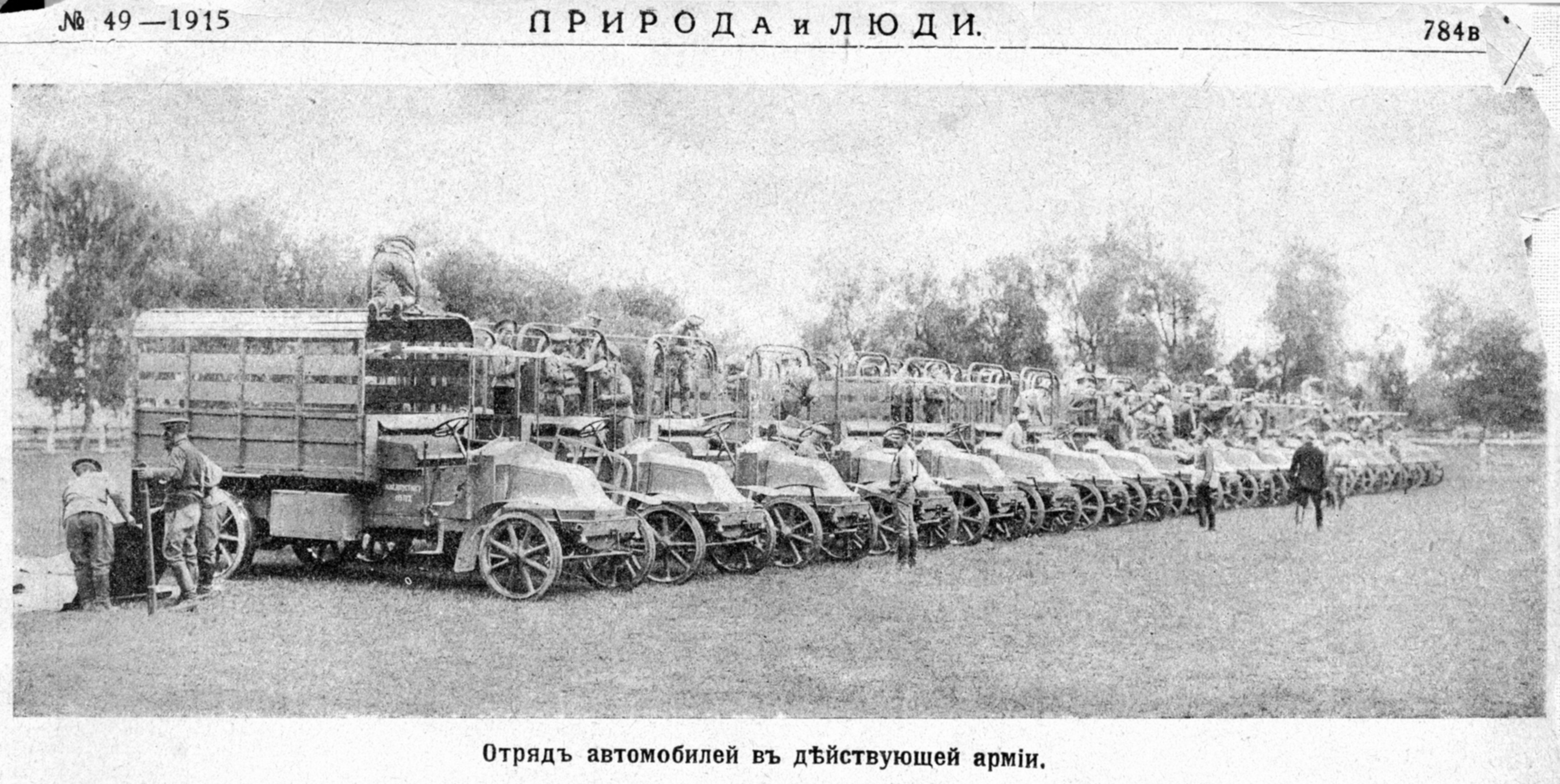
Подразделение специальных войск русской армии, отряд автомобилей в действующей армии, 1915 год.

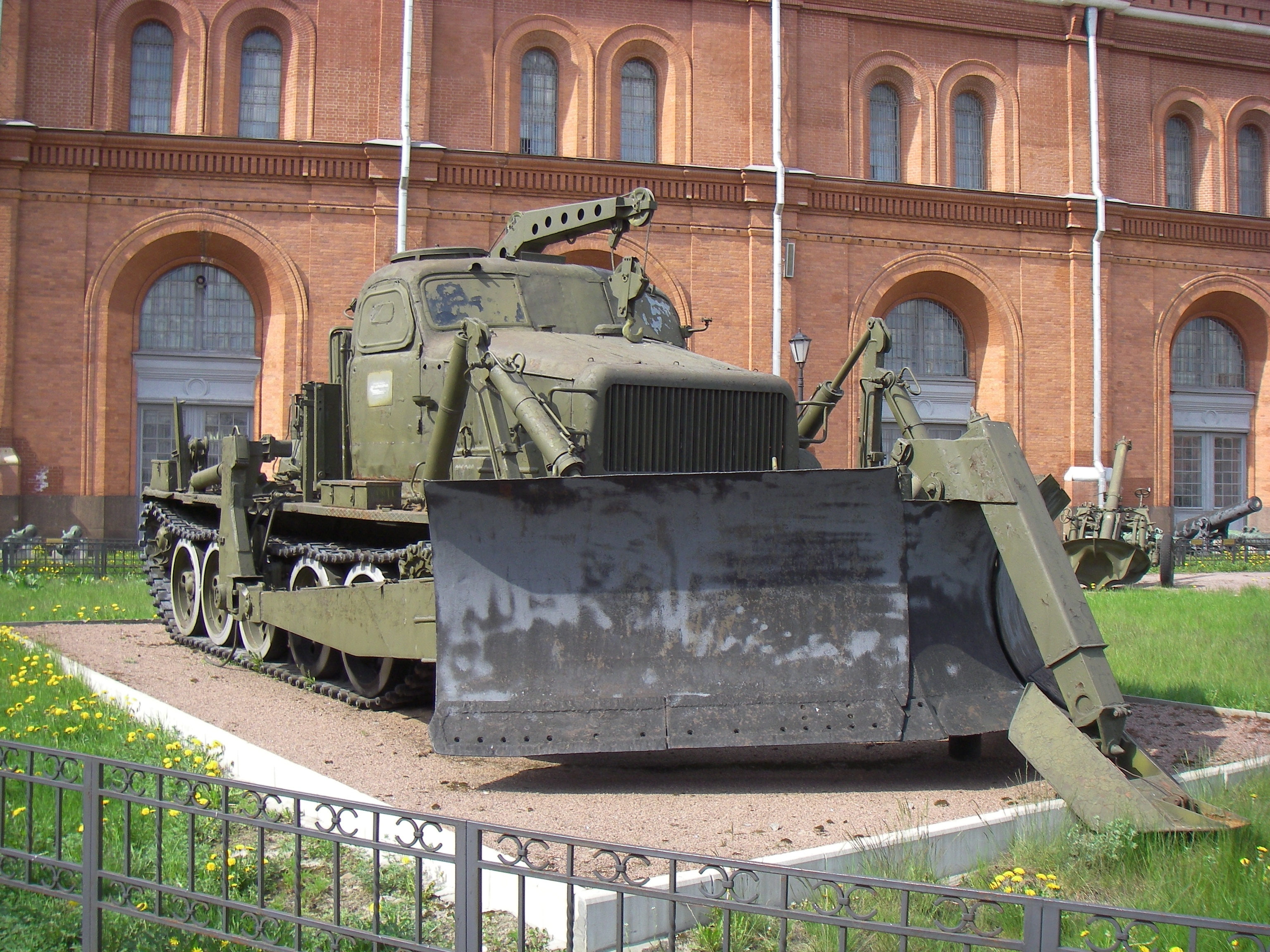
Машина БАТ-М ИВ и ДВ ВС СССР в наружной экспозиции Музея артиллерии, инженерных войск и войск связи в Санкт-Петербурге.

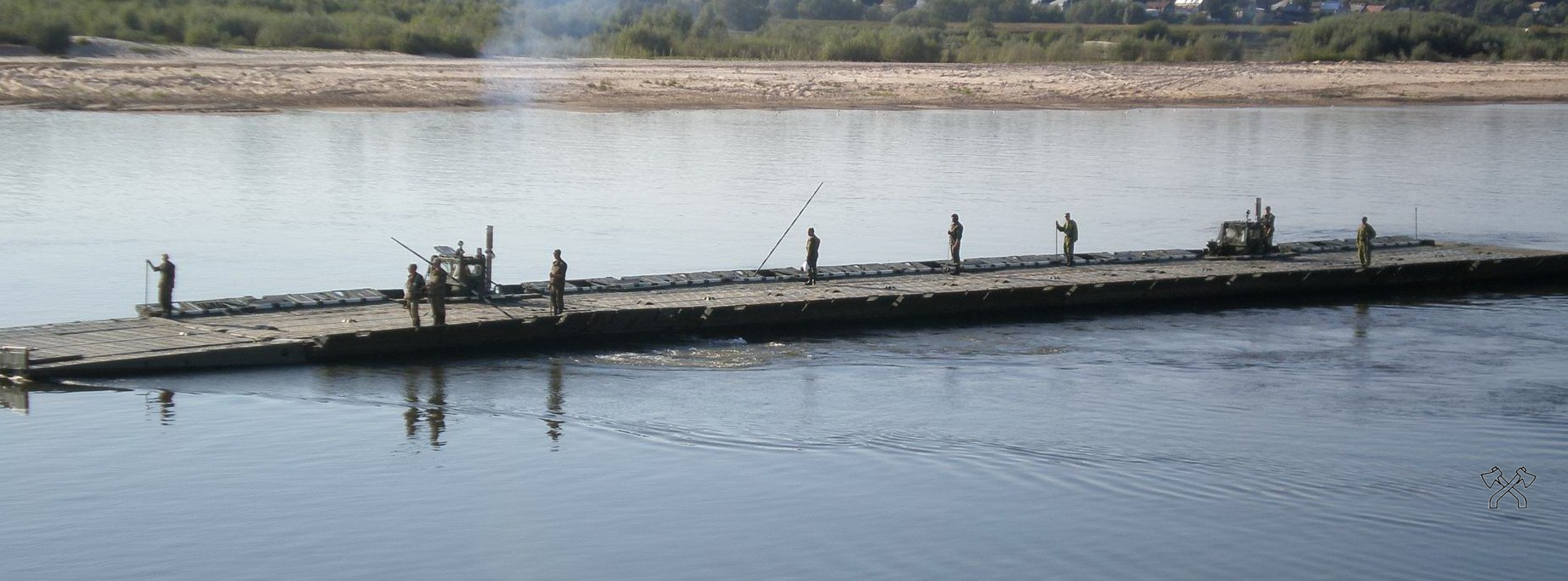
Паром с двумя моторными звеньями МЗ-330 из понтонного парка ПП-91 (ПП-2005), ИВ ВС России.

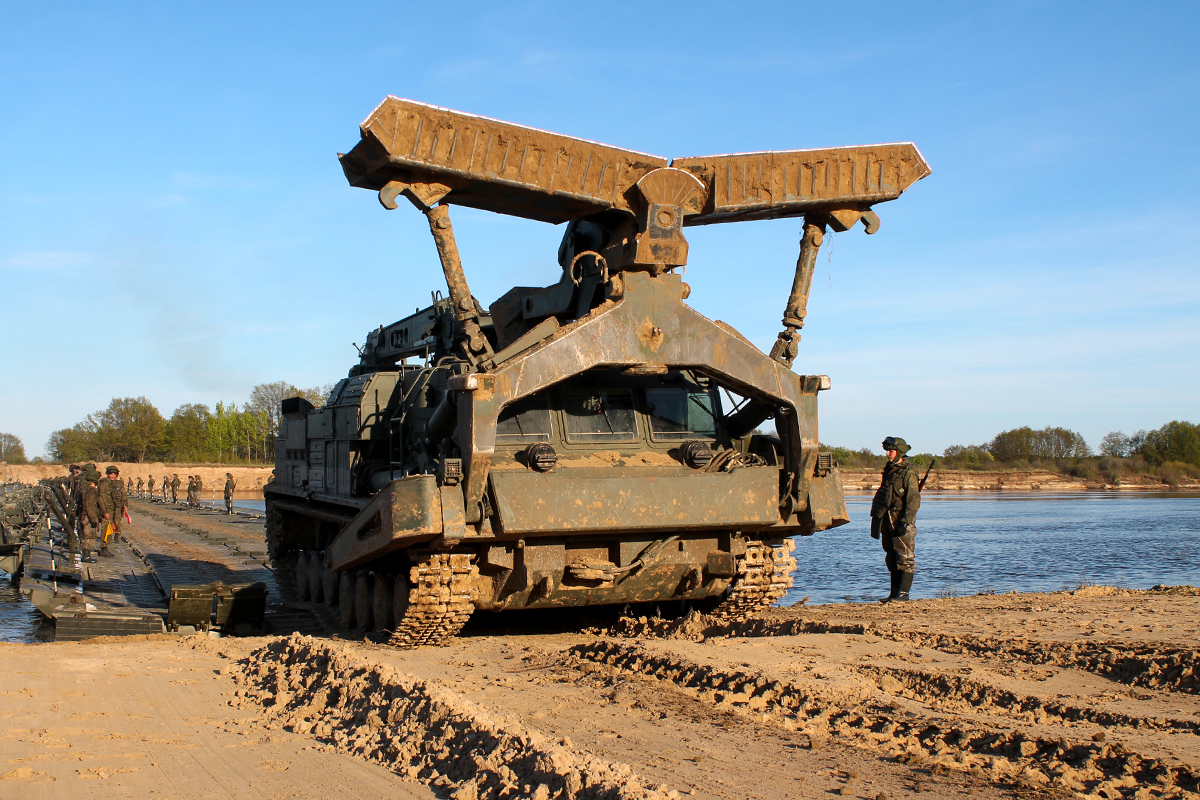
Путепрокладчик БАТ-2 пересекает реку по понтонам наплавного моста в ходе наведения военнослужащими 28-й отдельной понтонно-мостовой бригады переправы через реку Оку в ходе испытания нового понтонно-мостового парка — 2005 модели (ПП-2005), 15 мая 2017 года.

Специальные войска (С.в., СпецВ) — формирования (органы управления, подразделения, части, соединения, учреждения, заведения и предприятия) в родах войск (сил) видах вооружённых сил (ВС), тылу и отдельных родах войск государств, предназначенные для управления, боевого или тылового обеспечения, либо выполнения других специальных задач.
На начало XX столетия, в России, некоторые специальные войска назывались вспомогательными.

## Разновидности боевого и тылового обеспечения
Ниже приведены разновидности боевого и тылового обеспечения:
- Боевое обеспечение
  - Разведка
  - Инженерное обеспечение
  - РХБЗ
  - Маскировка
  - Топографическое обеспечение
  - Радиоэлектронная борьба
  - Радиолокационное обеспечение
  - Воздушно-десантное обеспечение
  - и другие
- Тыловое обеспечение[5]
  - Материальное обеспечение[3]
  - Дорожное обеспечение
  - Транспортное обеспечение[3]
  - Техническое обеспечение[3]
  - Медицинское обеспечение[3]
  - Ветеринарное обеспечение[3]
  - Торгово-бытовое обеспечение[3]
  - Квартирно-эксплуатационное обеспечение;[3]
  - Финансовое обеспечение[3]
  - Инженерно-аэродромное обеспечение[3]
  - Аэродромно-техническое обеспечение[3]
  - Аварийно-спасательное обеспечение (ВМФ)[3]
  - и другие

## Формирования боевого и тылового обеспечения
По всем видам Боевого обеспечения в структуре Вооружённых сил многих государств — существуют формирования специальных войск различного уровня, обеспеченное необходимым вооружением, оборудованием и подготовленным личным составом.
К примеру:
- Инженерное обеспечение[6]
  - На уровне дивизии — отдельный инженерно-сапёрный батальон или инженерно-сапёрный полк
  - На уровне армии — отдельная инженерно-сапёрная бригада или отдельный инженерно-сапёрный полк
- Связь
  - На уровне дивизии — отдельный батальон связи
  - На уровне армии — отдельный бригада связи или отдельный полк связи

Иная ситуация обстоит с Тыловым обеспечением. По многим его разновидностям не имеется формирований специальных войск, а функционирование разновидности обеспечения производится органом управления при штабах воинских частей/соединений/объединений именуемых Службами (см. ниже).
Разновидности Тылового обеспечения, которые представляются формированиями специальных войск:
- Транспортное обеспечение
  - На уровне дивизии — отдельный автомобильный батальон
  - На уровне армии — отдельная автомобильная бригада
- Техническое обеспечение
  - На уровне дивизии — отдельный ремонтно-восстановительный батальон
- Материальное обеспечение
  - На уровне дивизии — отдельный батальон материального обеспечения
  - На уровне армии — отдельная бригада материального обеспечения
- Медицинское обеспечение
  - На уровне дивизии — отдельный медицинский батальон

Разновидности Тылового обеспечения не представленные формированиями (специальными войсками)
- Финансовое обеспечение — представлено финансовой службой
- Ветеринарное обеспечение — представлено ветеринарной службой
- Квартирно-эксплуатационное обеспечение — представлено квартирно-эксплуатационной службой (КЭЧ)
- И многие другие

В условиях чрезвычайных ситуаций в государстве С.в. принимают участие в ликвидации их последствий (пример: ИВ ВС США (Инженерный корпус армии США) ликвидировали последствия урагана «Катрина»). Или к примеру участием Химических войск СССР в последствий Чернобыльской аварии.
В вооружённых силах иностранных государств, аналогичные войска имеются и называются войсками боевого обеспечения (ВС США) (войска боевой поддержки (ФРГ), войсками поддержки). Наименование, состав, организация, вооружение и техника, оснащение формирований специальных войск определяются их предназначением.

## Службы
Для управления специальными войсками и выполнения специальных задач, в видах и родах войск (сил) при управлениях формирований предусмотрены Службы (не путать со Спецслужбой).
Службами в вооружённых силах именуются органы управления при штабах соединений, объединений, генеральном штабе вооружённых сил, ответственные за функционирование Вооружённых сил в той или иной сфере.
Комплекс Служб и Штаба соединения (воинской части) в военной терминологии принято называть Управлением соединения/воинской части (Управление бригады, Управление корпуса, Управление дивизии, Управление полка и т. д.).
В зависимости от принадлежности к государству существуют следующие виды Службам (неполный список):
- Служба пропаганды;
- Финансовая служба;
- Военное духовенство;
- Фельдъегерская служба;
- Военно-оркестровая служба;
- Военно-юридическая служба;
- Служба военных сообщений;
- Служба расквартирования;
- Инженерно-аэродромная служба;
- Авиационно-техническая служба;
- Поисково-спасательная служба;
- Разведывательная служба;
- Служба технического обеспечения;
- Топографическая служба;
- Гидрографическая служба;
- Топогеодезическая служба;
- Гидрометеорологическая служба;
- Служба вооружения;
- Жандармерия;
- Военная полиция;
- Военная прокуратура
- Военный суд (трибунал)
- Кибернетическая служба;
- и другие.

Службы занимаются координацией взаимодействий формирований специальных войск для достижения поставленной боевой задачи. Начальник службы соединения/объединения — является прямым начальником всех формирований специальных войск по профилю его службы и несёт ответственность за выполнение поставленных перед ними задач.
К примеру:
- Начальнику Инженерной службы дивизии подчиняются отдельный инженерно-сапёрный батальон дивизии и инженерно-сапёрные роты полков входящих в состав дивизии
- Начальнику Химической службы армии подчиняются отдельная бригада РХБЗ, отдельные батальоны химической защиты и роты химической защиты в составе всех дивизий, полков и бригад в составе армии.

## Россия
Для обороны государства, помимо войска, привлекались специалисты, без которых не было бы успехов в столь трудном деле, таком как военное. Они:
- строили и восстанавливали укрепления (военно-инженерные работы) и мосты (военно-дорожные работы);
- разграждали, строили и восстанавливали дороги (военно-дорожные работы);
- наводили переправы;
- подвозили орудия, боеприпасы и продовольствие;
- обслуживали (артиллерийская прислуга);

Первые сведения о воинах-специалистах на Руси, доносят до нас летописи. Так при подготовке к походу на Новгород в 1014 г. князь Владимир Святославович приказал «теребить путь и мостить мосты». Для этого специально готовились и высылались вперед сборные отряды, в состав которых входили мастеровые по строительству дорог и мостовым работам, в отличие от гражданских специалистов, строивших различные городские сооружения и называвшихся дереводелами и плотниками, военных специалистов называли городовиками и мостовиками. (А. Н. Колесник, 1985 г.). Были «спецы» и по использованию пороха для взрывных работ, так при штурме Казани в 1552 г. минёры, проделав четыре подкопа, подорвали в нескольких местах стены кремля, что предопределило успех штурма. Первым из дошедших до нас систематизированным документом, обобщившим военно-инженерный опыт, является «Устав ратных и пушечных дел, касающихся до воинской науки». Его составил в начале XVII веке воевода боярин Анисим Михайлов. В 1692 и 1694 гг. под руководством Петра I были проведены, видимо, первые учебные инженерные манёвры, в ходе которых отрабатывались вопросы строительства оборонительных сооружений. Известно, что при разработке инженерных мероприятий Пётр I использовал работы наиболее известного военного инженера этого периода, маршала Франции Вобана.

### Имперский период
Первыми специальными войсками (ранний термин специальные рода оружия), в регулярной Русской армии, стали артиллерия и инженерные войска — войска переднего края. Со второй половины XIX в. в Русской Армии (сухопутные войска) начали происходить качественные изменения, как и в ВС других государств. Большое значение приобрела техническая составляющая ВС. Стали активно развивать инженерные, дорожные, железнодорожные, связи, автомобильные, воздухоплавательные и авиационные подразделения и части армии и флота. Кроме того, появились новые специальные войска — химические.

### Советский период
32. Специальные войска: противовоздушные, инженерные, химические, связи, автомобильные, транспортные, железнодорожные и другие, — предназначаются для обеспечения боевой деятельности и жизни войск по своей специальности.
Разнообразие и сложность средств борьбы делают ведение современного боя невозможным без постоянного деятельного содействия специальных войск.
Использование всей манёвренности войск возможно лишь при четкой и инициативной работе специальных войск, и в первую очередь, инженерных, связи и транспортных (автомобильных и железнодорожных).

Поэтому специальные войска выполняют в армии исключительно важную и ответственную задачу.— Глава вторая "Организация войск РККА" 1. Рода войск и их боевое применение, Полевой устав РККА (ПУ-39)
К С.в. в Советской армии и Военно-морском флоте — Вооружённых Силах СССР относились:
- инженерные войска (ИВ);
- войска связи (ВСв);
- химические войска (ХВ) (до апреля 1984 года именовались техническими войсками);
- радиотехнические войска (РТВ) (до апреля 1984 г. именовались техническими войсками);
- тыл ВС:
  - автомобильные войска (АВ) (до апреля 1984 г. именовались техническими войсками);
  - железнодорожные войска (ЖДВ) (до апреля 1984 г. именовались техническими войсками);
  - дорожные войска (ДВ) (до апреля 1984 г. именовались техническими войсками);
  - трубопроводные войска (ТбВ) (до апреля 1984 г. именовались техническими войсками).

#### Нарукавные знаки специальных войск и формирований служб
В галерее приведены нарукавные знаки специальных войск и формирований служб ВС СССР. В повседневной жизни, в разговорной речи некоторых военнослужащих, данные нарукавные знаки называли шевронами, что не соответствовало правильному толкованию этого термина.
Галерея не является полной.

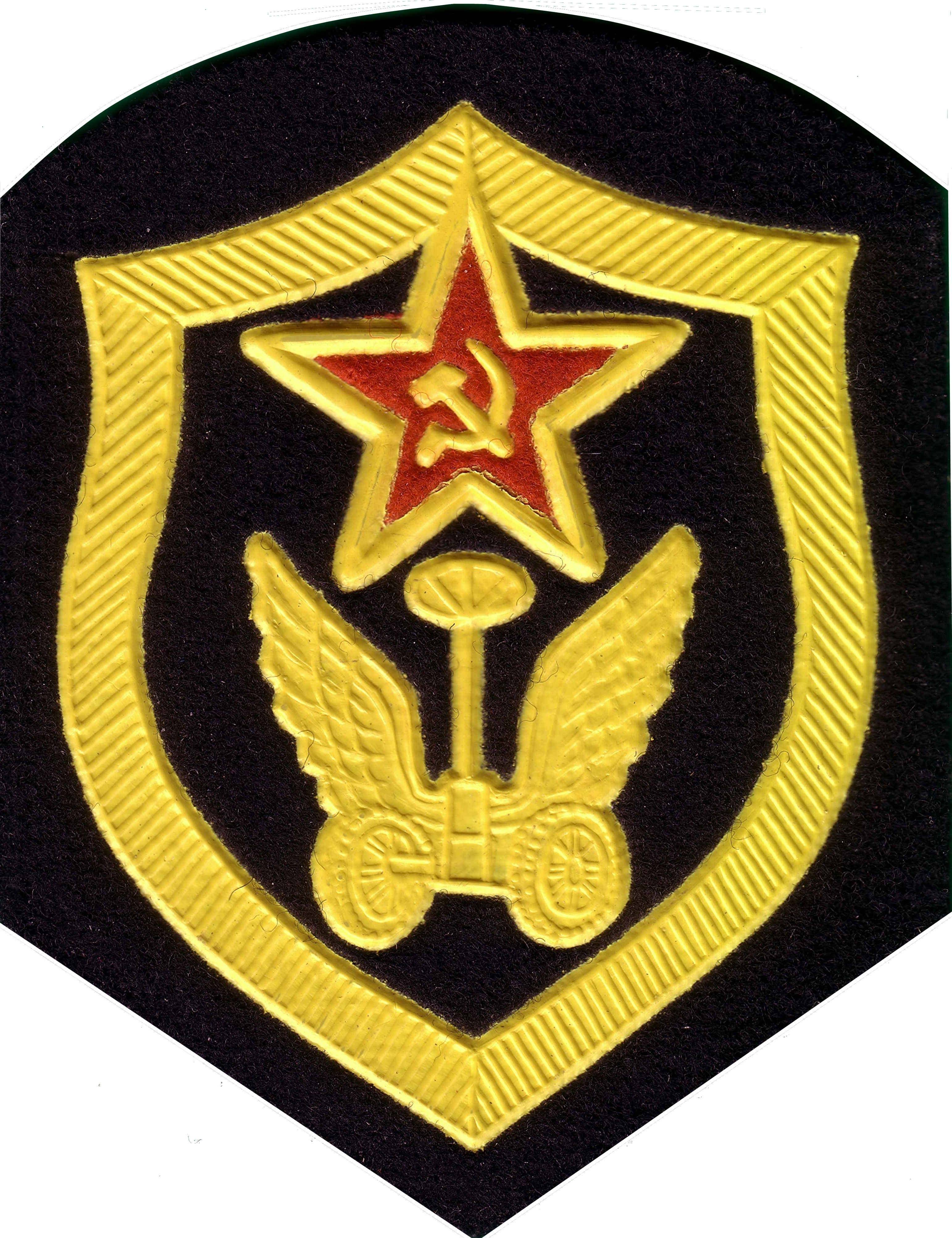
Нарукавный знак  Автомобильных войск
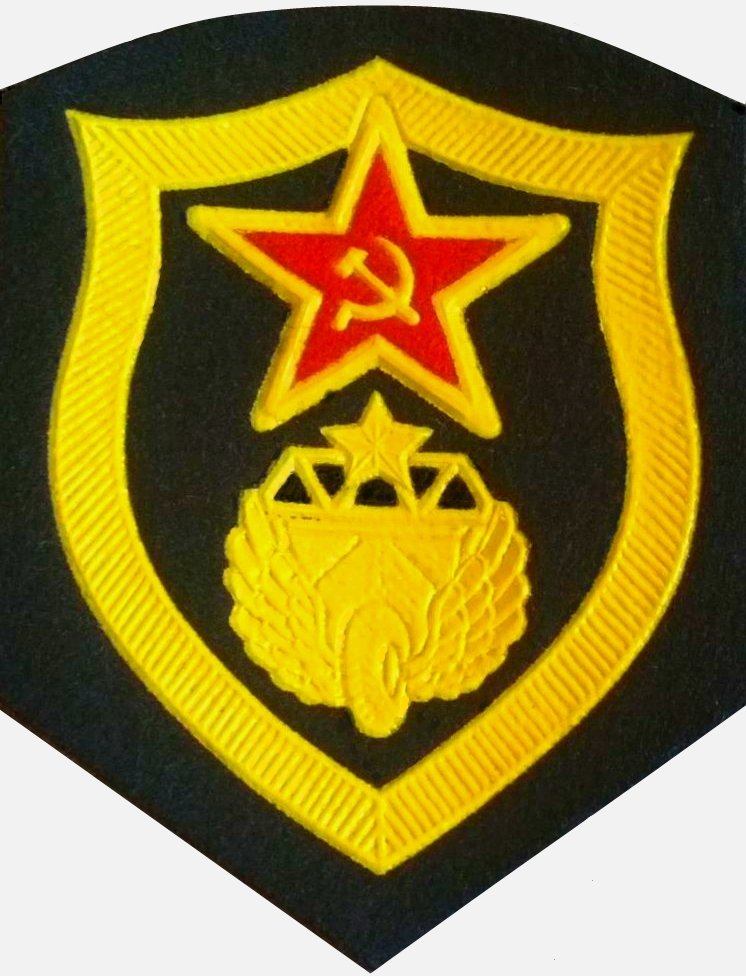
Нарукавный знак Дорожных войск
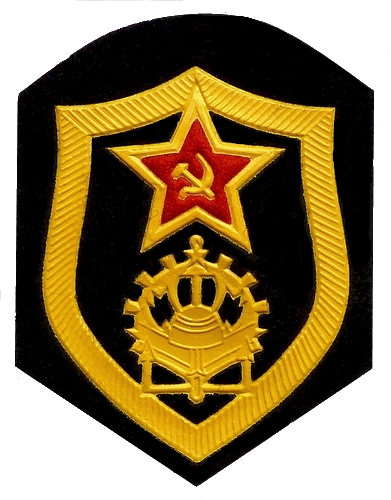
Нарукавный знак инженерных войск
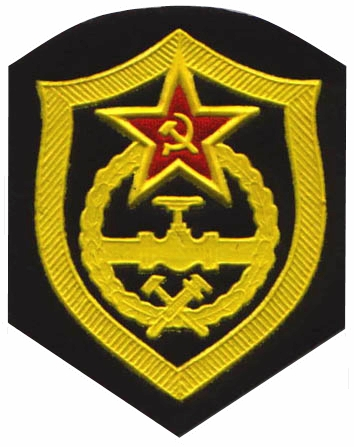
Нарукавный знак трубопроводных войск
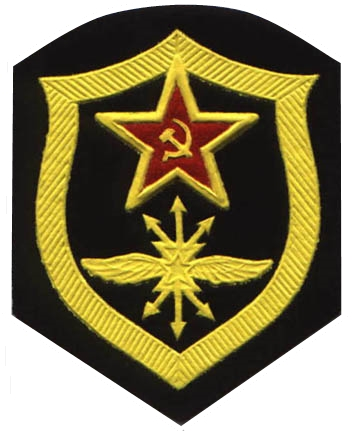
Нарукавный знак войск связи и радиотехнических войск
Нарукавный знак в формированиях медицинской службы
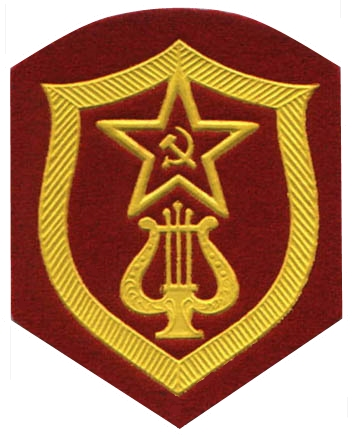
Нарукавный знак в формированиях военно-оркестровой службы
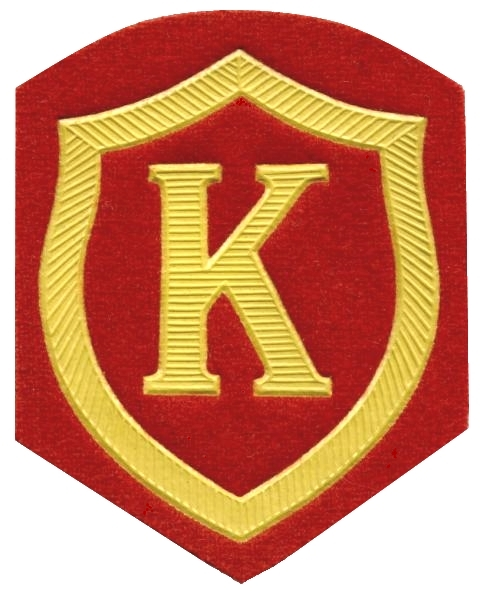
Нарукавный знак в формированиях комендантской службы

### Федеративный период
В вооружённых силах Российской Федерации ВС России СпецВ в видах и родах Вооружённых Сил, предназначенные для обеспечения деятельности видов ВС и родов войск (сил) в видах и войсках, выполняющие специализированные функции. Организационно части и подразделения специальных войск входят в состав объединений, соединений и частей.
К специальным войскам в видах ВС России относятся в:
- Сухопутных войсках;
  - Инженерные войска;[9]
  - Войска радиационной, химической и биологической защиты (РХБЗ);
  - Войска связи;
  - Войска радиоэлектронной борьбы (РЭБ);
- вышеперечисленные СпецВ в остальных видах ВС (ВКС и ВМФ) и отдельных родах войск ВС (РВСН, ВДВ) представлены частями и подразделениями, в зависимости от формирований (например: формирования СпецВ (служб) ВВС ВС России: части и подразделения разведки, связи, радиотехнического обеспечения и автоматизированных систем управления, РЭБ, инженерные, радиационной, химической и биологической защиты, топогеодезические, поиска и спасания, метеорологические, воздухоплавательные, морально-психологического, материально-технического и медицинского обеспечения, части обеспечения и охраны органов военного управления);[10]
- Материально-техническое обеспечение Вооружённых сил Российской Федерации;
  - Железнодорожные войска.
  - Автомобильные войска;
  - Дорожные войска;
  - Трубопроводные войска;
  - Войска охраны тыла;
- вышеперечисленные СпецВ МТО в остальных видах ВС (СВ, ВКС и ВМФ) и отдельных родах войск ВС (РВСН, ВДВ) представлены частями и подразделениями, в зависимости от формирований;

В других ведомствах России к СпецВ относятся (относились):
- Спецстрой
  - Дорожно-строительные войска;
  - Военно-технические войска;

Отдельные специалисты пытаются ввести новые термины, в военном деле России, придумывая их: элитные войска, разведывательные войска, спецназ и т. д.

## Польша

Флаг Специальных войск ВС Польши.

Специа́льные войска́ По́льши (пол. Wojska Specjalne) — один из четырёх (наряду с Сухопутными войсками, Военно-воздушными силами и Военно-морским флотом) видов Вооружённых сил Республики Польша, насчитывающий около 2500 военнослужащих.
Функции польских (и других стран НАТО) специальных войск / сил отличаются от функций Специальных войск Российской Федерации в структуре советских и российских войск и больше соответствуют Силам специальных операций РФ. Польские войска выполняют функции В/частей специального назначения (СпН), в то время как в ВС России к специальным войскам относятся инженерные войска, войска связи, войска радиационной, химической и биологической защиты и другие войска, предназначенные для обеспечения боевой деятельности.
Специальные войска как самостоятельный вид вооружённых сил выделен не во всех странах НАТО. В ВС Польши этот род войск был создан 24 мая 2007 года с изменением закона о всеобщей воинской повинности.